# FC Union Neumünster
Der FC Union Neumünster war ein Sportverein aus Neumünster. Die erste Fußballmannschaft nahm einmal am DFB-Pokal teil und spielte sieben Jahre in der höchsten Amateurliga Schleswig-Holsteins.

## Geschichte
Der Verein wurde im Jahre 1920 gegründet und zählte zu den spielstärksten Mannschaften im schleswig-holsteinischen Arbeiterfußball. 1926 qualifizierte sich Union als Meister des norddeutschen ATSB-Kreises für die deutsche Meisterschaft, scheiterte dort aber bereits in der ersten Runde durch eine 1:5-Niederlage beim SV Weser 08 Bremen. Im Jahre 1933 wurde der FC Union nach der Machtübernahme der Nationalsozialisten verboten. Nach dem Ende des Zweiten Weltkrieges wurde der FC Union 1945 neu gegründet und gehörte drei Jahre später zu den Gründungsmitgliedern der eingleisigen Landesliga Schleswig-Holstein. Bereits nach zwei Spielzeiten mussten die Unioner absteigen.
Nachdem die Mannschaft im Jahre 1953 noch in der Aufstiegsrunde gescheitert war, gelang ein Jahr später die Rückkehr ins schleswig-holsteinische Oberhaus. Dort gelangen der Mannschaft in der Saison 1954/55 nur vier Siege und sie musste dabei 153 Gegentore hinnehmen. Im Derby beim Lokalrivalen VfR verloren die Unioner gar mit 0:14. Zurück in der 2. Amateurliga Ost entwickelte sich die Mannschaft in den frühen 1960ern zum ewigen Zweiten und errang zwischen 1962 und 1968 vier Vizemeisterschaften. Im Jahre 1968 gehörten die Unioner zu den Gründungsmitgliedern der Verbandsliga Nord. Nach der Vizemeisterschaft von 1973 gelang ein Jahr später als Meister der Aufstieg in die Landesliga Schleswig-Holstein.
1979 wurden die Unioner Tabellenvierter und qualifizierten sich erstmals für den DFB-Pokal. Dort unterlag man in der ersten Runde den Sportfreunden DJK Freiburg mit 0:2. Ein Jahr später stiegen die Unioner aus dem schleswig-holsteinischen Oberhaus ab. Im Jahre 1983 ging es zurück in die Bezirksliga, wo die Mannschaft gleich in die Bezirksklasse durchgereicht wurde. Der FC Union wurde zur Fahrstuhlmannschaft zwischen Bezirksklasse und Kreisliga und fusionierte am 1. Juni 1996 mit dem Polizei-SV Neumünster zum PSV Union Neumünster.